# 羊飼いの礼拝と寄進者
『羊飼いの礼拝と寄進者』（ひつじかいのれいはいときしんしゃ、伊: L'adorazione dei pastori con committente, 仏: L'Adoration des bergers avec une donatrice, 英: The Adoration of the Sheperds with a Donor）は、ルネサンス期のヴェネツィア派の画家パルマ・イル・ヴェッキオが1520年から1525年頃に制作した宗教画である。油彩。『新約聖書』「ルカによる福音書」第2章8節から20節で言及されている「羊飼いの礼拝」を主題としている。フランス国王ルイ14世の時代に王室コレクションに加わった。現在はパリのルーヴル美術館に所蔵されている。

## 主題
ダビデの血筋であった聖ヨセフと身ごもっていた聖母マリアは住民登録をするためナザレからベツレヘムに赴いた。すると聖母マリアはベツレヘム初めての子イエス・キリストを産み、産着にくるんで飼い葉桶に寝かせた。ところで羊飼いたちが夜通し野宿をして羊の群れの番をしていると、主の御使いが彼らに近づいて行き、周りを主の栄光で照らした。羊飼いたちは非常に恐れたが御使いは「恐れることはない。わたしは地上の民に大きな喜びを告げる。今日ベツレヘムで救世主がお生まれになった。あなたがたは布にくるまって飼い葉桶の中で寝かされた乳飲み子を見つけるであろう。これがあなたがたにもたらされたしるしである」と言った。さらにこの御使いに天の軍勢が加わり、神を賛美した。御使いたちが天に去ると羊飼いたちはベツレヘムに行き、聖母マリアと聖ヨセフおよび飼い葉桶に寝かせてある幼児キリストを探し当てた。その光景を見て、羊飼いたちはこの幼子について御使いが話してくれたことを人々に知らせた。羊飼いたちは見聞きしたことがすべて御使いの話したとおりだったので、彼らは神を崇拝し賛美しながら帰って行った。

## 作品
パルマ・イル・ヴェッキオは羊飼いの礼拝を受ける聖家族を描いている。聖母マリアと聖ヨセフは幼児のキリストとともに崩壊した美しい遺跡の前に座っている。夫婦の間には幼児キリストのベッド代わりに乾草の詰まった籠が置かれ、聖母マリアはその上に寄りかかって、抱きかかえた愛する息子を座らせながら、羊飼いの青年を見つめている。聖母マリアは赤いローブを着ているが、青いマントは膝の上に掛けられている。長い茶色のマントを着た聖ヨセフもまた杖を突き、遺跡の壁に寄りかかりながら、若い羊飼いを見つめている。ぼろぼろの衣服を着た若い羊飼いは画面右で帽子と杖を地面の上に置き、胸の前で腕を交差させながらひざまずいている。その態度は謙虚であり、その顔には優しく礼拝する愛が表れている。羊飼いは3人描かれるのが通例であるが、聖家族を礼拝しているのは1人だけであり、残りの2人は背景部分に描かれている。一方、画面左隅で座り、手を合わせて聖母マリアに敬意を表している女性は寄進者である。彼女はネックラインが黒い毛皮で縁取られた灰色のローブを着ている。その奥には家畜のウシがおり、画面左上には1羽の鳥が止まっている。画面右では遠くまで風景が開けている。空には救世主の誕生を知らせるために現れた天使たちの姿があり、小高い丘の中腹では他の羊飼いたちがそれを見上げている。
この絵画は明らかに奉納画として制作された。しかし絵画の出どころは不明であり、発注主や制作経緯あるいは画面に描かれた女性の寄進者が誰であるかは不明である。
帰属については以前はティツィアーノ・ヴェチェッリオと考えられていたが、現在はパルマ・イル・ヴェッキオの作品と見なされている。この点について19世紀フランスの詩人・作家・美術評論家のテオフィル・ゴーティエは「ルーヴル美術館にはパルマ・ヴェッキオの素晴らしい絵画がある。長年にわたってティツィアーノの作品と見なされてきたが、その色彩の暖かさと豊かさやその調和の輝きを見るならば、くだんの画家の作品とされていたことは驚くに当たらない」と述べている。また「頭の美しさ、人物のゆったりとした優雅な動き、衣服の柔らかな垂れ具合、色彩の鮮やかさ、これらすべてが組み合わさり、この作品はヴェネツィア派の最も美しい作品の1つとなっている」と述べている。

## 来歴
絵画は17世紀にフランス王国の大使としてヴェネツィアに赴任したアブラハム＝ニコラ・アメロ・ド・ラ・ウーセイが所有したことが知られている。その後、宮廷画家アントワーヌ・ブノワの手に渡り、1685年にフランス国王ルイ14世によって購入された。

## 影響

### 複製
19世紀に制作された複製がいくつか知られている。そのうちの1つである1859年に制作されたバルヌーヴァン・アルテュール（Barnouvin Arthur）のバージョンはオート＝ヴィエンヌ県サン＝プリエスト＝リグールにあるサン・プリースト教区教会（église paroissiale Saint-Priest）に所蔵されている。1868年に制作されたレオン・コニエの生徒であった女性画家アルマンド・パン（Armande Pin）のバージョンはアヴェロン県コンペールのサン・ヴァンサン教区教会（Église paroissiale Saint-Vincent）に所蔵されている。

### ドラマ
この絵画はAMC のドラマ『インタビュー・ウィズ・ヴァンパイア』（Interview with the Vampire）の第2シーズン第4話に登場する。このエピソードでは俳優アサド・ザマン演じるヴァンパイアのアーマンド（Armand）はジェイコブ・アンダーソン演じるルイ（Louis）を真夜中のルーヴル美術館に連れて行き、パルマ・イル・ヴェッキオの『羊飼いの礼拝と寄進者』を見せる。そしてこの絵画の前で自身の出自を説明する。それによると画面右でひざまずいている羊飼いの青年はアーマンドである。

## ギャラリー
同時期の作品

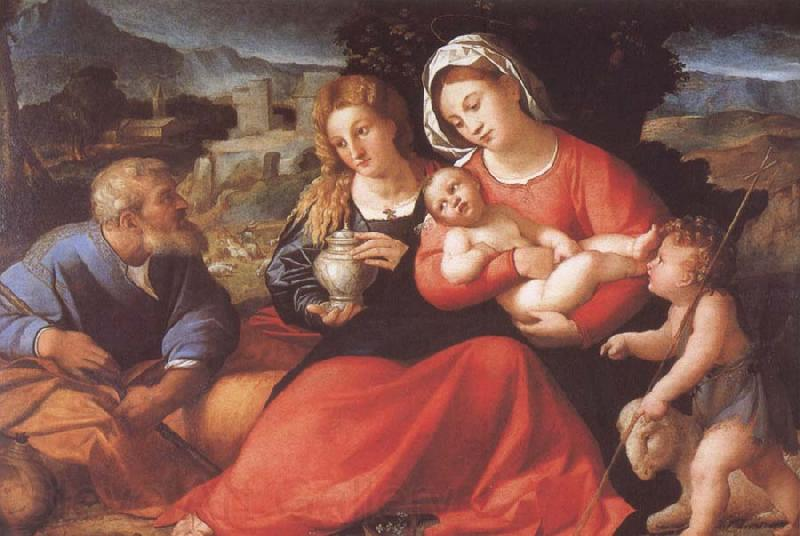
パルマ・イル・ヴェッキオ『聖家族と洗礼者ヨハネ、マグダラのマリア』1520年-1525年頃 ウフィツィ美術館所蔵
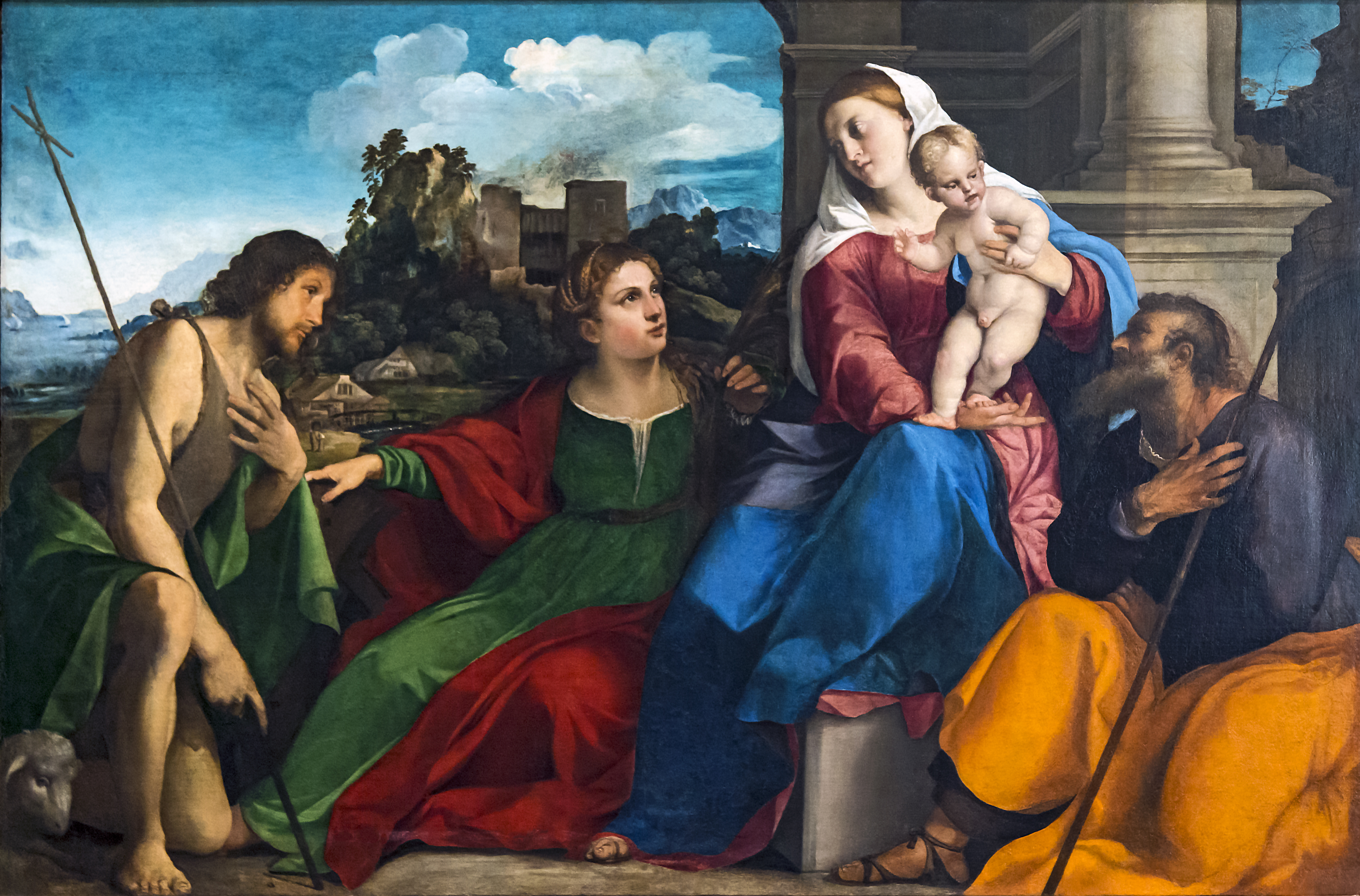
パルマ・イル・ヴェッキオ『聖家族と洗礼者聖ヨハネ、アレクサンドリアの聖カタリナ』1525年頃 アカデミア美術館所蔵